# Sœur Claire
Sœur Claire, née Francesca Ferrante di Ruffano le 8 août 1897 à Cannes et morte à Brochon le 9 septembre 1989 à Brochon (Côte-d'Or, est une religieuse française qui exerça son apostolat en France et à Sierre (Suisse). Elle est parfois surnommée « Checca » ou « Mammine ». Elle œuvra en faveur des jeunes mères célibataires, des mères indigentes, des enfants pauvres et abandonnés. Pour la formation des filles, elle fonda la première école de nurses à Sierre et encouragea les postulantes qui s'engageaient dans la Fraternité à suivre la formation d'infirmière.

## Enfance et formation professionnelle
Onzième d'une fratrie de quatorze enfants, Francesca Ferrante di Ruffano est issue d'une famille catholique et aristocratique du royaume des Deux-Siciles, exilée en France après l'unification de l'Italie. À la fin de sa scolarité, elle suit la formation dispensée par l'école d'infirmières de la Croix-Rouge française. Après la Première Guerre mondiale, elle soigne les malades et enseigne les principes de l'hygiène aux mères dans les campagnes. Atteinte de tuberculose, elle est envoyée au sanatorium de Montana en Valais.

## Activités en Suisse

### La Providence
En 1930, Francesca Ferrante di Ruffano crée à Sierre en Valais l'association des filles du curé d'Ars, dont la mission consiste dans l'aide aux jeunes mères célibataires, dites « filles-mères », jusqu'alors abandonnées à leur sort, aussi bien par leurs familles que par la société. Pour exercer cette mission, Francesca Ferrante di Ruffano fait construire un bâtiment, une « maison de relèvement », sur la colline de Planzette. En 1932, le bâtiment dénommé La Providence est inauguré ; composée d'une école de nurses, d'une maternité et d'une crèche, La Providence offre un refuge aux jeunes filles enceintes, aux mères pauvres et aux enfants abandonnés. 
En 1935, la société anonyme La Providence devient la fondation La Providence. Le premier comité de Fondation est composé essentiellement de religieuses, sœur Claire en est la présidente.

### La Fraternité séculière
En 1933, l'association des filles du curé d'Ars se transforme en fraternité des sœurs tertiaires de Saint-François et Francesca Ferrante di Ruffano en devient la supérieure sous le nom de sœur Claire. Les religieuses exercent désormais leur apostolat sous le nom de Petites Sœurs franciscaines de Jésus-Prêtre qui résume à lui seul leur identité dans leurs statuts : Petites sous-entend une attitude humble, Sœurs rappelle la vie fraternelle, Franciscaines indique qu'elles sont les filles de saint François selon l’Évangile, de Jésus-Prêtre souligne leur participation à l'action sacerdotale auprès des curés de paroisses. L’expression « sœurs tertiaires » indique l’appartenance au Tiers-Ordre franciscain qui réunit des sœurs laïques qui vivent à l'exemple des franciscaines sans entrer dans un ordre religieux.
Dès 1953, sœur Claire définit dans un opuscule les règles propres à la Fraternité qu'elle dirige :
- Notre Fraternité appartient au Tiers-Ordre de Saint-François.
- Sous le titre de « Franciscaines de Jésus-Prêtre », nous nous mettons à l'école du Petit Pauvre d'Assise.
- Notre règle est d'obéir à l'Évangile.
- Notre ambition est de servir l'Église en aidant les prêtres.
- Nous voulons être les Petites Sœurs de Saint-François par la joie, par l'amour des créatures, par la charité à l'égard de nos frères,
- Nous nous engageons par des vœux privés à pratiquer les conseils de l'Évangile sur la pauvreté, la chasteté et l'obéissance.
- Nous nous mettons au service des prêtres, de préférence des curés de campagne, pour toutes les tâches apostoliques qu'ils jugent utiles à leurs paroisses.

### Au service des enfants

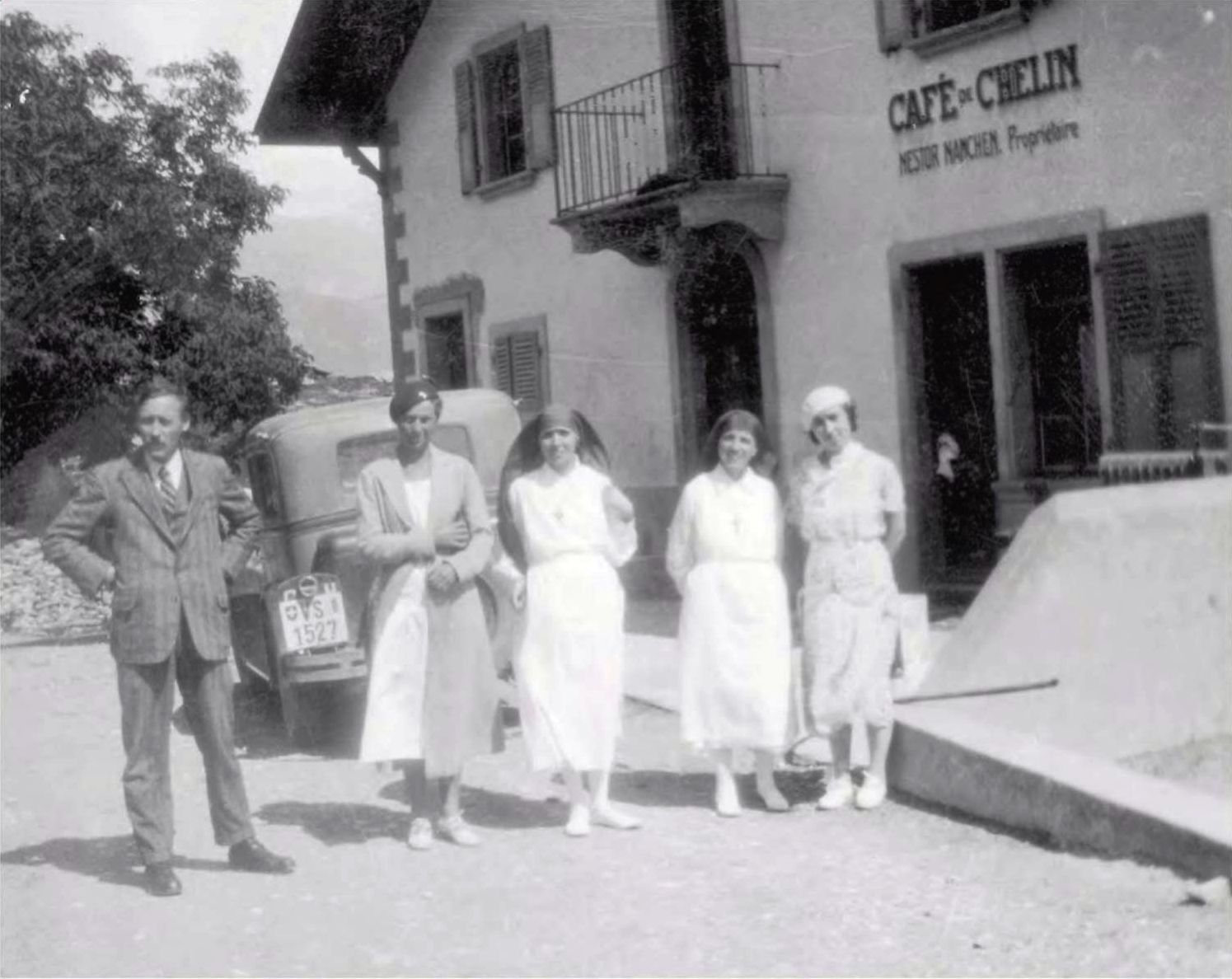
Sœur Claire (au centre) lors de l'inauguration du préventorium de Chelin

Dès l'ouverture des portes de la Providence, les nourrissons accueillis sont placés sous la garde de jeunes nurses formées dans la maison. En 1934, sœur Claire et les religieuses de la fraternité ouvrent le préventorium Sainte Philomène de Chelin à la demande de Georgette Wander qui veut offrir un lieu de soins aux enfants malades de la tuberculose. Cette institution propose un séjour aux enfants issus de familles tuberculeuses, durant les vacances d'été. Après dix ans, en 1944, le préventorium ferme ses portes à la suite de désaccords intervenus entre Georgette Wander et sœur Claire.
Deux ans plus tard, grâce au financement de l'association Lumière et Vie, sœur Claire ouvre une colonie de vacances, la maison Saint-François[réf. souhaitée], à Bluche. Elle permet tous les étés à une soixantaine d'enfants défavorisés bourguignons ou parisiens de passer des vacances dans les Alpes. Logée dans d'anciennes baraques en bois, la colonie, louée par la commune de Randogne pour y installer deux salles de classe pendant la période hivernale, disparaît entièrement dans un incendie en février 1956. Reconstruite pour la saison d'été, elle offre une nouvelle forme de confort aux enfants et aux sœurs qui les prennent en charge. La colonie ferme ses portes en 1968, date à laquelle elle est vendue à l'école internationale hôtelière des Roches.

### La formation professionnelle et religieuse des nurses dispensée à la Providence
Dès 1932, l'école de nurses de La Providence offre aux jeunes filles une formation professionnelle tournée vers les soins et la garde d'enfants. Les nurses sont recrutées aussi bien par les pouponnières et les maternités que par les privés. Logées à l'internat de la Providence, les élèves suivent un programme d'études développé sur douze mois ; elles acquièrent des notions d'anatomie, de physiologie, de puériculture, de pédagogie et de psychologie infantile. Les cours théoriques sont donnés par des médecins alors que les sœurs se chargent de l'enseignement religieux et de la morale. Dès 1970, des stages pratiques de six mois supervisés par des sœurs infirmières ou nurses sont rendus obligatoires. Une fois diplômées, les élèves de la Providence sont orientées vers des établissements hospitaliers ou vers des familles bourgeoises dans lesquelles elles s'occupent des jeunes enfants et contribuent à la vie familiale. Les sœurs conservent des liens étroits avec les jeunes nurses placées dans les familles, par l'intermédiaire de lettres collectives qui leur rappellent régulièrement les règles de la bienséance, du port de l'uniforme et de la soumission à l'autorité. La planification sanitaire ayant montré que le nombre de nurses formées était trop élevé par rapport aux besoins du canton du Valais, l'existence de l'école de nurses est menacée. Après dix ans de coexistence avec une école d'aides-hospitalières, l'école de nurses de La Providence ferme définitivement ses portes en 1989.

### La clinique Sainte-Claire à Sierre

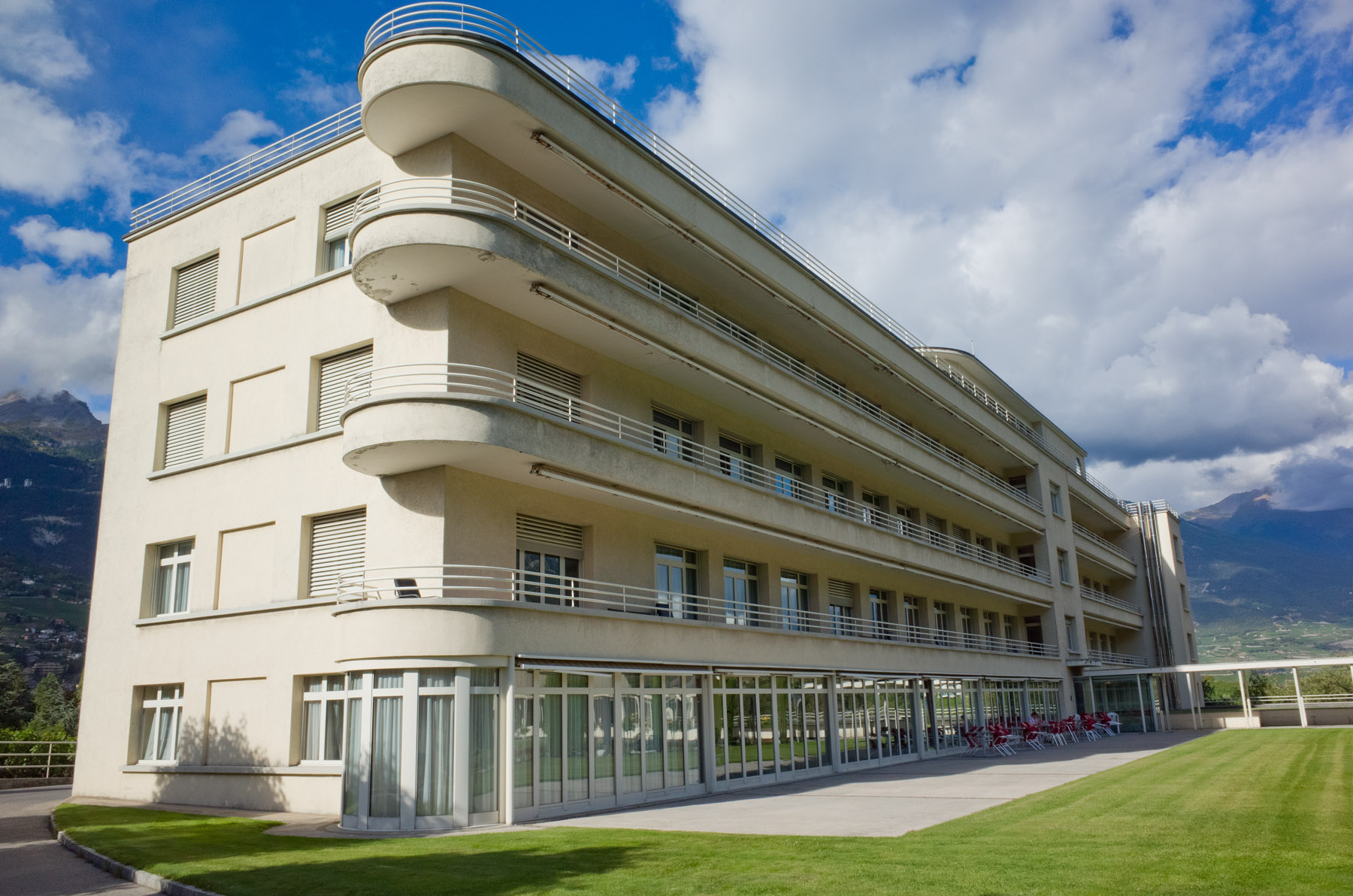
La clinique Sainte-Claire en 2013, un bien culturel d'importance régionale.

En 1962, sœur Claire transforme le bâtiment de La Providence en une clinique privée de soins généraux, la clinique Sainte-Claire. En 1981, à la suite de son refus de collaborer avec l'hôpital régional de Sierre, la clinique Sainte-Claire perd la reconnaissance d'utilité publique nécessaire pour obtenir des subventions cantonales. Placée devant l'impossibilité de poursuivre les activités de la clinique sans l'aide financière du canton et sans le soutien espéré de la part des médecins de la clinique, sœur Claire consent à collaborer avec les autorités cantonales et elle décide de vendre la clinique aux communes de la région sierroise. Elle s'attire dès lors l'inimitié de nombreux médecins de la clinique qui s'opposent à sa gestion. Craignant de voir passer leur outil de travail en mains publiques, les médecins lancent une pétition contre « l'achat de la clinique par les communes et par l'État ». La presse régionale s'empare de la polémique, qui glisse sur le terrain politique, sans épargner sœur Claire dont, étant donné l'âge avancé, la mise sous tutelle est demandée. Après le refus du rachat de la clinique Sainte-Claire par les communes du district de Sierre, sœur Claire se rapproche de l'hôpital de Sierre avec lequel elle signe une convention de collaboration pour la répartition des tâches hospitalières régionales, le 9 juillet 1984 .     
Considérant que la signature de cette convention est contraire au vote de la population, ses détracteurs déposent une plainte pénale contre sœur Claire car elle « considère la clinique comme sa propriété ce qui est contraire à la nature de la Fondation ». L'enquête du juge instructeur montre que les intérêts financiers de la Fondation La Providence n'ont pas été lésés ; un arrêt de non-lieu est prononcé le 19 novembre 1985 par le Tribunal de Sierre. Après ces années de conflits, sœur Claire accepte de transformer la clinique Sainte-Claire en un hôpital de gériatrie et de psychogériatrie. La clinique Sainte-Claire fait partie depuis 2004 de l’Hôpital du Valais. En 2016, il est décidé de fermer la clinique pour en faire un EMS (établissement médico-social, pour personnes âgées).

## Activités en France

### La branche française de la Fraternité
À la faveur d'un voyage en Belgique pendant la Seconde Guerre mondiale, sœur Claire fait la connaissance de Lucien Kieffer, un prêtre alsacien, avec lequel elle collabore pour créer la Fraternité sur le sol français. L'abbé Kieffer devient l'aumônier de la Fraternité. Les missions des Petites Sœurs de la branche française consistent, d'une part, dans l'aide apportée aux curés des paroisses et, d'autre part, dans « une solide préparation spirituelle et manuelle des jeunes femmes à leur futur rôle de mère de famille ».

### Le Clos-Saint-François

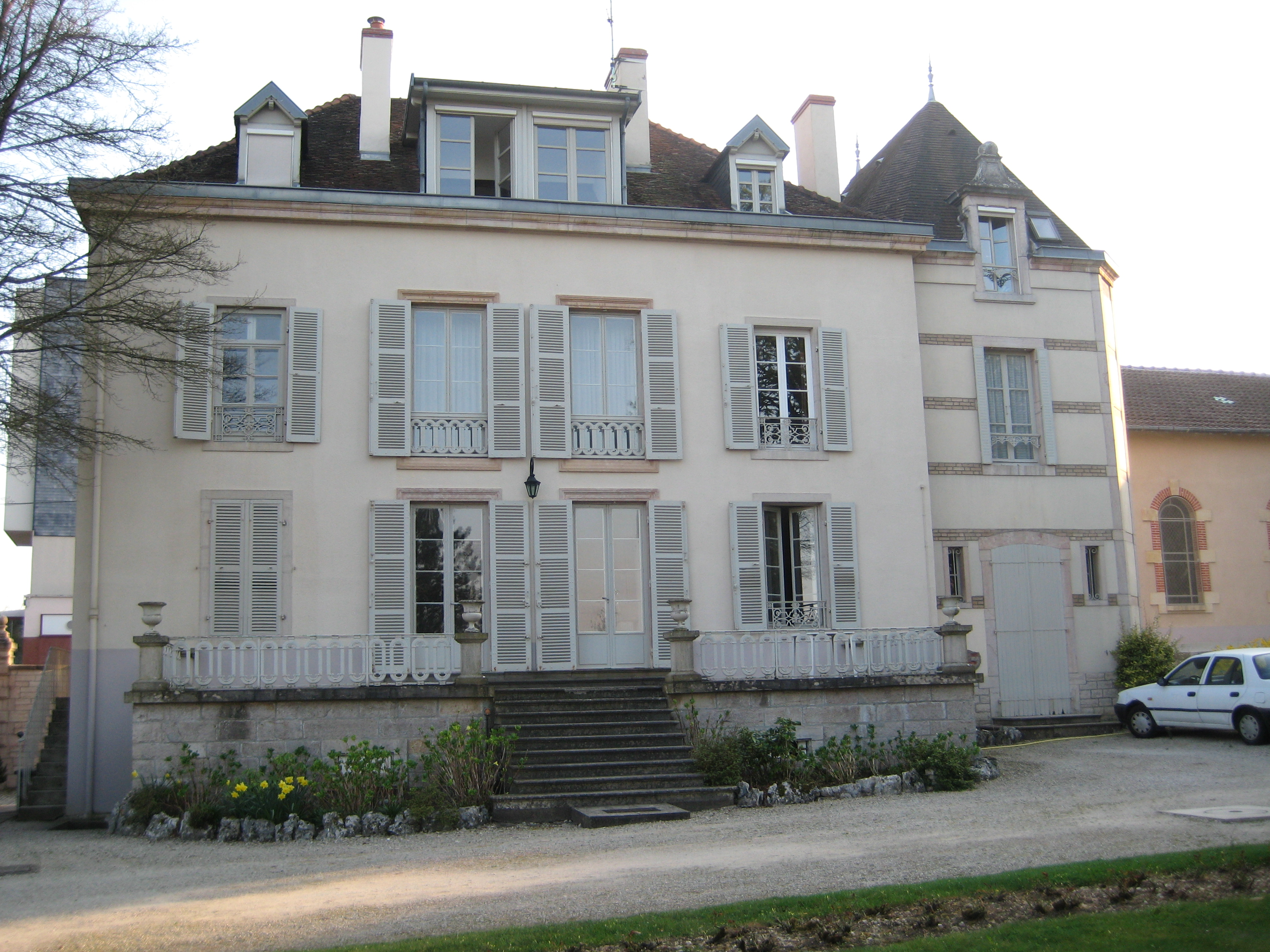
Maison mère de la Fraternité à Brochon (Côte-d'Or)

Durant une dizaine d'années, la Fraternité est logée au château de Saulon-la-Rue (Côte-d'Or), qui a été mis à sa disposition par le propriétaire des lieux. En 1953, sœur Claire achète à Brochon une propriété, le Clos-Saint-François qui comprend des terrains et une bâtisse qu'elle remet en état pour accueillir la maison-mère de la Fraternité. C'est du Clos-Saint-François que sœur Claire dirige les diverses branches de la Fraternité en Suisse et en France. Pour les postulantes, sœur Claire n'exige pas de dot, mais une bonne santé. Durant leurs deux années de noviciat, les candidates suivent d'abord une formation spirituelle puis sœur Claire décide de leur formation soit infirmière, soit nurse. Elles sont également toutes envoyées directement sur le terrain des activités paroissiales après avoir suivi des cours ménagers. Dès les années 1960, sans abandonner les paroisses rurales, les Petites Sœurs se tournent vers les paroisses urbaines. Elles ouvrent ainsi une maison à Cœuilly, dans la banlieue parisienne. 
Après avoir aidé les mères en détresse, pris en charge les enfants abandonnés, soigné les malades, soutenu les curés de paroisses dans leur apostolat, à 83 ans, Sœur Claire décide d'offrir un lieu de séjour aux vieillards de Brochon et de Fixin. Elle ouvre la maison pour personnes âgées de La Croix-Violette en 1981.
À la suite des discordes concernant la clinique Sainte-Claire de Sierre, dans les années 1980, sœur  Claire se retire définitivement à Brochon où elle passe les dernières années de sa vie, entourée de ses Petites Sœurs.

## Une vocation de bâtisseuse
- 1932: construction du bâtiment La Providence à Sierre (Valais) avec une maternité, une pouponnière et une école de nurses
- 1946: acquisition de la Maison Saint-François à Bluche (Valais) pour en faire une colonie de vacances
- 1953: acquisition et transformation du Clos-Saint-François à Brochon (Côte-d'Or) pour y établir le noviciat et la maison mère de la Fraternité
- 1956: reconstruction de la colonie de vacances de Bluche (Valais) après un incendie
- 1962: agrandissement et transformation de La Providence en clinique Sainte-Claire à Sierre (Valais)
- 1965: création d'un pavillon pour le personnel de la clinique Sainte-Claire à Sierre (Valais)
- 1968: création de l'annexe médicale de la clinique pour l'installation des cabinets des médecins de la clinique à Sierre (Valais)
- 1981: construction du foyer pour personnes âgées, La Croix-Violette à Brochon (Côte-d'Or)

## Hommages
En souvenir de sœur Claire, une fondation « Francesca Ferrante di Ruffano » est créée en Valais en 2015 avec pour objectif d'aider les infrastructures de soutien aux femmes et aux enfants,. 

## Fonds d'archives
- Fonds : Fondation La Providence / Clinique Ste-Claire (1930-2011) [1,80 mètre linéaire]. Collection : Archives privées; Cote : CH AEV, La Providence / Ste-Claire, 2013/3. Sion : Archives de l'État du Valais (présentation en ligne).

Dont : 
- « Documents biographiques relatifs à Sœur Claire » (1957-2009) [un dossier]. Fonds : Fondation La Providence / Clinique Ste-Claire; Cote : CH AEV, La Providence / Ste-Claire, 2013/3, 1.2/1. Sion : Archives de l'État du Valais (présentation en ligne).